# Kanton Bayonne-Est
Kanton Bayonne-Est (francouzsky Canton de Bayonne-Est) je francouzský kanton v departementu Pyrénées-Atlantiques v regionu Akvitánie. Tvoří ho pouze východní část města Bayonne.